# Всесвітній паспорт
Всесвітній паспорт (з англ. World Passport) — документ посвідчення особи, що видає «Уряд громадян світу» - організація, заснована Ґарі Девісом у 1948 році.

## Оформлення
Всесвітній паспорт схожий на національний паспорт або інший офіційний документ.
Всесвітній паспорт є продуктом доброї поліграфічної якості, містить водяні знаки, порядковий номер тощо. Текст представлений офіційними мовами ООН, включно з есперанто.

## Міжнародний статус
Паспорт дійсний у 6 країнах: Буркіна-Фасо, Еквадор, Мавританія, Танзанія, Того, Замбія. 

## В Україні
Державною прикордонною службою України паспорт розглядається як сувенір.